# Eduard Mnatsakanian
Eduard Mnatsakanian (arménien : Էդուարդ Մնացականյան ; 6 décembre 1938 - 18 janvier 2016) est un maître international d'échecs arménien (1978).

## Récompenses
Mnatsaknian a été champion d'arménie en 1958, 1959, 1960, 1962 et 1967.
- 1979 : troisième à Starý Smokovec[2]
- 1986 : troisième à Varna